# Tsiroanomandidy
Tsiroanomandidy é uma cidade de Madagáscar. Ela é a capital da região de Bongolava e fica a 120 km a Oeste da capital do país, Antananarivo. É a sede de uma diocese católica.